# Нікул Еркай
Нікул Еркай (ерз. Эркай Никул; колоніальне Николай Иркаев; 22 травня 1906, Курілово Ромодановський район (Республіка Мордовія, Ерзянь Мастор — 15 червня 1978, Саран Ош (Саранськ) — ерзянський поет, драматург. Ветеран Другої світової війни. Літературний побратим українського поета Павла Тичини. Автор перекладів з української літератури, а також оригінального віршу «Україна». Писав оповідання, нариси, повісті для дітей («Альошка», 1959; «Нова рідня», 1963). Національність — ерзя.

## Життєпис
Еркай народився у родині ерзянського господаря Лазаря Іркаєва. Рідне село Курілово знаходиться на схід від районного центру Ромоданово, неподалік кордону Чаунзабуе Республіки Мордовія, в оточенні мусульманських поселень.

## Творчість
Літературну творчість починає як журналіст саранської газети «Завод и пашня».
1930 року закінчує Всесоюзний комуністичний інститут журналістики; 1932 — збірка віршів «Земля оновилася» (Модась окстомсь);
1933 — збірка віршів «Коріння згнило», присвячена антиселянському терору в Ерзянь Мастор (примусовий вступ у т. зв. «калхози»); 1934 — бере участь у І Всесоюзному з'їзді письменників;
1936 — виходить віршована повість про військові перемоги ерзянського народу та традиції середньовічного ерзянського війська «Пісня про Ратора» (Моро Ратордо). Після цього випадає з «літпроцесу», друкується окремими віршами під час Другої Світової війни. Зокрема, 1942 надруковано вірш «Україна».
Щоправда, у цей час про нього не забували літературні друзі, насамперед ерзянський поет Артур Моро, який присвятив йому два вірші: «Менестрель» та
«Никул Эркайнень» (1945).

### Післявоєнна творчість
1945 року після тривалої паузи вийшла збірка творів «Кочказь лирика» (Вибрана лірика).
1952 — збірка «Стихт ды поэмат» (Вірші та поеми).
Роки сталінського терору вплинули на жанровий вибір — дитяча література.
1959 — віршована повість для дітей «Альошка». Того ж року ще одна оригінальна поетична збірка «Весняний сад».
1963 — повість «Нова рідня» (для дітей).
1965 — дитяче оповідання «Мітяєві мрії».
1970 — поетична збірка «Життя».
1977 — у співавторстві нарис «Квітни, краю мій, Мордовіє моя!»

### Перекладацька діяльність
Плідно працював перекладачем. Переклав твори Т. Шевченка, Л. Українки, О. Корнійчука. З англійської — Байрона, з татарської — Муси Джаліля, з російської — Пушкіна та Горького.
Еркай — ентузіаст українсько-ерзянських літературних зв'язків. Саме він встановив широкі контакти з українськими митцями. Особистий друг поета-класика Павла Тичини. Багато разів відвідував Україну (УССР), зокрема Київ, Вінницю, Донеччину та Галичину. Окремі поезії Нікула Еркая українською мовою переклали А. Іщук, С. Литвин та ін.
У 1960-их роках Еркай бере участь у тяжкій публіцистичній війні на захист творчості скульптора Стьопана Ерзі — тоді його праці зазнавали нищівної критики з боку архітектора Вучетича.

### Пізня популярність
У 1970-их роках — справжній вибух популярності з огляду на масові переклади Еркая московськими літераторами. Зокрема, російською мовою видані:
- повість «Березова вода» (1974, Москва);
- збірка оповідань «Мітяєві мрії» (1975, Саранськ);
- збірка новел «Мої берези» (1976).

У середині 70-их Еркай стає популярним і в колі київських поетів. Його перекладають і видають, найбільше у збірці «Сузір'я».
- 1975 — український переклад вірша Еркая «Над полями шум…» («Сузір'я», № 9, Київ);
- 1976 — український переклад Еркая «Ми довго були молодими» («Сузір'я», № 10, Київ);
- 1980 — дитяча повість «Альошка» виходить у Києві в перекладі українською мовою.

1981 — в Саран Ош виходить посмертна книжка віршів Еркая «Джерела душі».

## Вшанування
На околицях столиці Республіки Мордовія іменем Еркая названо вулицю (1986). В Українській Літературній Енциклопедії вміщено статтю вінницького фіноугрознавця Бориса Хоменка «Еркай Нікул». Також фотопортрет.
Творчість Еркая досліджували А.Кузенєцова, О.Пашутіна («Нікул Еркай», 1988). У 1990-их — Валдоня Гаушева.

## Політична діяльність
У післявоєнні часи активно співпрацював із московськими російськомовними виданнями, увійшов до літературної еліти СРСР. Обраний депутатом Верховної Ради СРСР.